# Belrieth
Belrieth település Németországban, azon belül Türingiában. Lakosainak száma 327 fő (2023. december 31.). Belrieth Rohr és Dillstädt községekkel határos.

## Népesség
A település népességének változása:
| Lakosok száma | 360  | 346  | 342  | 329  | 333  | 327  |
|               | 2014 | 2017 | 2019 | 2021 | 2022 | 2023 |